# Simone Buchholz
Simone Buchholz (Hanau, 10 marzo 1972) è una scrittrice tedesca.

## Vita
Simone Buchholz si è diplomata alla scuola di giornalismo Henri-Nannen-Schule e lavora come autrice freelance. Vive nel quartiere di St. Pauli ad Amburgo assieme al marito italiano e il figlio.

## Opere
Il suo primo libro Der Trick ist zu atmen è stato pubblicato in Germania nel 2003,. Nel 2008 viene pubblicato in Germania il romanzo Revolver, tradotto in Italia nel 2015 dalla casa editrice Emons, primo della serie in cui compare Chastity, detta Chas, Riley, procuratore ad Amburgo. Fanno parte della serie altri sei romanzi: (Knastpralinen, Schwedenbitter, Eisnattern, Bullenpeitsche, Blaue Nacht, tradotto in italiano da Emons con il titolo La notte del coccodrillo e Beton Rouge). Ha scritto anche alcuni saggi sul rapporto tra uomini e donne.

## Premi
- 2016: Crime Cologne-Award con La notte del coccodrillo[4]
- 2017: Radio-Bremen-Krimipreis per la sua serie con la protagonista Chastity Riley.

### Opere pubblicate in italia
- 2015 Revolver, Emons Edizioni, ISBN 978-3-954-51766-4
- 2017 La notte del coccodrillo, Emons Edizioni, ISBN 978-3-740-80031-4
- 2019 Uomini in gabbia Emons Edizioni, ISBN 978-37408-0715-3